# Tina Buchholtz
Tina Buchholtz (født 1962) er en dansk sanger, sangskriver, musikpædagog og børnebogsforfatter.
Buchholtz er opvokset i Aalborg og uddannet fra Aarhus Universitet og Det Jyske Musikkonservatorium.
Hun har medvirket i musicals i 1990'erne, bl.a EVITA, MAYA, og adskillige shows. Hun driver en musikskole.

## Udgivelser
Tina Buchholtz har udgivet adskillige bøger og CDer, musicals og korværker bl.a. på forlaget Dansk Sang  og Dansk Teater Forlag 
- Heksen Esmaralda
- Esmaralda og polarheksen Tusnelda
- Esmaralda og heksene fra Titicaca
- Where do I go but to the Lord
- Power to love
- Show Me the Way
- Svanesøen
- Oliver Twist
- Piraterne
- South Side
- På eventyr med H C Andersen
- Et JuleEventyr
- Frejas Bortførelse
- Lokes Væddemål